# Ana Sălăgean
Ana Maria Sălăgean (scris și Sălăjan; născută Roth, ulterior Coman; n. 27 martie 1937, Prejmer, România) este o fostă atletă română, specializată în aruncarea greutății.

## Carieră
Brașoveanca este multiplă campioană națională și balcanică. Are cele mai multe prezențe românești la feminin la Jocurile Balcanice (16; 8 medalii de aur, 3 de argint, 5 de bronz). La Campionatul European din 1958 a ocupat locul șase și la Universiada din 1961, la Sofia, a cucerit medalia de bronz.
La Campionatul European din 1962 ea a ocupat locul șase. În anul 1964 a participat la Jocurile Olimpice de la Tokio unde s-a clasat pe locul opt. Și la Campionatul European din 1966 a ajuns pe locul opt și la Campionatul European în sală din 1971 a ocupat locul șase.
A fost componentă a clubului sportiv Dinamo București al Ministerului Afacerilor Interne și a deținut gradul de plutonier.

## Distincții
- Medalia „Meritul Sportiv” clasa I (8 mai 1968) „pentru contribuția deosebită adusă la dezvoltarea mișcării de cultură fizică și sport și pentru merite deosebite în activitatea sportivă de performanță, cu prilejul împlinirii a 20 de ani de la înființarea Clubului sportiv «Dinamo»-București al Ministerului Afacerilor Interne”[3]

## Realizări
| An   | Competiție                   | Locație             | Loc | Note  |
| ---- | ---------------------------- | ------------------- | --- | ----- |
| 1958 | Campionatul European         | Stockholm, Suedia   | 6   | 14,55 |
| 1961 | Universiada                  | Sofia, Bulgaria     | 3   | 15,59 |
| 1962 | Campionatul European         | Belgrad, Iugoslavia | 6   | 15,26 |
| 1964 | Jocurile Olimpice            | Tokio, Japonia      | 8   | 15,83 |
| 1966 | Campionatul European         | Budapesta, Ungaria  | 8   | 15,48 |
| 1971 | Campionatul European în sală | Sofia, Bulgaria     | 6   | 16,43 |
| 1972 | Campionatul European în sală | Grenoble, Franța    | 11  | 16,04 |

## Recorduri personale
| Probă                       | Performanță | Dată           | Locație   |
| --------------------------- | ----------- | -------------- | --------- |
| Aruncarea greutății         | 17,47 m     | 25 iunie 1972  | București |
| Aruncarea greutății în sală | 16,43 m     | 13 martie 1971 | Sofia     |